# 神州租車
神州租車（全称:北京神州租车租赁有限公司 ，港交所除牌前：0699.HK）是一家開曼群島註冊，前香港上市的中国汽车租赁公司。2007年9月神州租車在中国北京注册成立,2014年9月19日神州租车曾在香港交易所上市，股票发行代码为“00699”。2021年7月5日，安博凯基金对神州租车完成全面收购，神州租车成为安博凯基金的全资附属公司。2021年7月8日神州租车于香港交易所退市。
神州租车在中国大陆全部省份设有服务网点，覆盖一二线城市、主要旅游城市、及头部三、四线城市，车队规模近11万辆，服务的客户超千万。根据2021年3月前瞻产业研究院数据显示，神州租车市场占比约为23%，第二名联动云为14%。

## 历史
2007年9月，由陆正耀（原董事長及首席執行官）於北京市（總部）成立「北京神州汽車租賃有限公司」。赫茲租車持有該公司20%股權。業務在中國內地北京市經營汽车租赁模式（包括短租、长租及融资租赁等专业化的汽车租赁服务、救援等）。2008年6月，神州租车服务网络覆盖长沙、武汉、青岛、苏州、大连等29个城市；8月，神州租车成为第29届北京夏季奥林匹克运动会租车服务提供商；
2010年3月，与平安产险上海分公司中国人保财险推出理赔代步车服务；9月，常州、桂林、昆山、南宁、泉州、石家庄、无锡、义乌、中山等9个城市开业，服务网络覆盖41个城；同月，联想控股与神州租车举行联合新闻发布会，宣布联想控股12亿入资神州租车，联手实现新跨越；10月，2550万元全资收购华东租赁，11月斥资6亿购买6000辆新车，12月，车队数量突破10000台，同月神州租车官网新域名正式启用，将“租车”与“神州租车”品牌进行捆绑；和宝马公司在北京举行了新车MINI ONE及BMW 318i交付仪式。
2011年3月，与Enterprise签署战略合作协议，合作开通境外租车网络；
2012年1月，全国租车不限里程，并开通全国范围24小时服务；7月，获美国华平投资集团2亿美元股权投资；
2013年3月，签约成为中超联赛官方合作伙伴；4月，赫兹公司与神州租车签署合作协议并启动全面战略合作。神州租车收购并整合赫兹在中国的所有租车业务；6月，神州租车携手贝克汉姆共启云战略。12月，启动“百城千店”计划，发力三四线城市，正式开启加盟模式；
2014年9月19日於香港交易所主板上市。发行逾4.26亿股新股，集资最多逾36.2亿港元，當中5名基础投资者，包括Hillhouse、Waddle &Reed、Falcon Edge、Davis Selected Advisers和中國誠通合共認購1.3亿美元股份，招股價為7.5至8.5港元。
2014年，神州租车在天津自贸区机场片区内先后注册神州优车（天津）信息技术有限公司和神州优车（天津）有限公司从事互联网专车服务。2015年6月，神州租车旗下产品神州租车发广告攻击黑专车，被引申攻击优步，从来引发争议。
2015年2月，神州租车与“芝麻信用”达成合作；4月，与高德达成战略合作，推动智慧出行；
2016年3月，神州优车收购神州租车股份，转让完成后持有神州租车29.21%股份；4月，陆正耀先生辞任神州租车行政总裁职务，宋一凡女士获委任为神州租车行政总裁；7月，获中国证监会批准在中国公开发行不超过20亿人民币公司债券；
2018年3月，神州租车分时共享业务上线；12月，神州租车直营服务网络覆盖全国118个主要城市；
2019年2月，神州租车推出智能助手系统；5月，完成要约交换及发行3.72亿美元优先票据；12月，直营服务网络覆盖全国170个主要城市；
2019年公司的大股東陸正耀持有的瑞幸公司承認賑目造假，並辭去在神州租車職務及宣佈出售股權。
2020年6月，宣布陆正耀先生辞任神州租车董事会主席及非执行董事职务，自2020年6月9日生效，同时辞任提名委员会成员职务；11月，与安博凯基金订立买卖协议，安博凯基金拟收购神州优车持有的20.86%神州租车股份，该交易于12月15日完成交割，自此，神州优车不再持有任何神州租车股份；
2021年1月，神州租车发行及MBK Partners SS认购1.75亿美元神州租车可换股债券；3月，发行2.5亿美元于二零二四年到期之优先票据；5月，穆迪将神州租车（HK.00699）主体信用评级由原来的Caa1上调至B3；7月5日，成为安博凯基金全资子公司；
2021年7月, 神州租车正式完成私有化进程并从香港联交所退市，成为私募股权基金安博凯的全资附属公司。

## 旗下公司
- - 北京神州汽车租赁有限公司，北京市朝阳区望京中环南路甲2号三层
  - 天津神州汽车租赁有限公司，天津空港经济区空港商务园东区11-1,2-201
  - 神州租车（天津）有限公司，天津空港经济区空港商务园东区11-1,2-402
  - 神州租车（中国）有限公司，天津空港经济区空港商务园东区11-1,2-401
  - 神州优车（天津）有限公司，天津自贸区（空港经济区）空港商务园东区10-1,2-202
  - 神州优车（天津）信息技术有限公司，天津空港经济区空港商务园东区10-1,2-202-1

## 連結
- zuche.com （页面存档备份，存于）